# Ribérac
Ribérac település Franciaországban, Dordogne megyében. Lakosainak száma 3770 fő (2022. január 1.). Ribérac Allemans, Saint-Martin-de-Ribérac, Villetoureix, Saint-Méard-de-Drône, Vanxains és Comberanche-et-Épeluche községekkel határos.

## Népesség
A település népessége az elmúlt években az alábbi módon változott:
| Lakosok száma | 3787 | 3832 | 4118 | 4107 | 4017 | 3932 | 3861 | 3844 | 3837 | 3770 |
|               | 1968 | 1982 | 1990 | 2006 | 2013 | 2015 | 2017 | 2019 | 2020 | 2022 |